# Josef Kreuzer
Josef Alois Kreuzer  (* 8. April 1907 in Hevinghausen, Rheinland; † 15. Oktober 1958 in Gelsenkirchen-Horst) war ein deutscher Jurist, SS-Standartenführer und leitender Gestapo-Mitarbeiter.

## Leben
Der Sohn eines Gemeindebeamten, studierte Rechtswissenschaften und wurde 1933 promoviert. Zum 1. Oktober 1931 trat er der NSDAP (Mitgliedsnummer 646.335) und 1933 der SS bei (SS-Nummer 163.103). Ab Ende 1934 war er Angehöriger der Düsseldorfer Gestapo und anschließend in leitender Funktion bei der Gestapo Köln, Koblenz, Trier und Aachen. Von Juni 1940 bis September 1942 war er Leiter der Gestapo in Münster und Anfang der 1940er Jahre auch Leiter des Einsatzkommandos III in den Niederlanden. Von September 1942 bis Juni 1944 war er Nachfolger von Heinrich Seetzen als Leiter der Hamburger Gestapo und in dieser Funktion maßgeblich in die Deportation der Hamburger Juden involviert. Ab Juni 1944 führte er die Einsatzgruppe G, die dem Höheren SS- und Polizeiführer Schwarzes Meer Richard Hildebrandt unterstellt war und zunächst in Rumänien, später in Ungarn operierte. Von Ende Oktober 1944 bis April 1945 war Kreuzer als Inspekteur der Sicherheitspolizei und des SD in Braunschweig tätig. Kreuzer stieg 1944 innerhalb der SS bis zum Standartenführer auf und wurde bis zum Oberregierungsrat befördert.
Nach Kriegsende wurde Kreuzer am 25. Juni 1945 in Braunschweig festgenommen und durch ein britisches  Militärgericht zu einer lebenslangen Haftstrafe verurteilt, jedoch schon 1954 aus dem Gefängnis Werl entlassen. Ein Ermittlungsverfahren gegen Kreuzer in Bielefeld endete mit Einstellung des Verfahrens aufgrund seines Todes im Oktober 1958.